# Josef Mayer
Josef Mayer (ur. 1925, zm. ?) – SS-Schütze, Zbrodniarz hitlerowski, członek załogi obozu koncentracyjnego Mauthausen-Gusen.
Obywatel jugosłowiański narodowości niemieckiej. Członek Waffen-SS od maja 1942 roku. Od 13 lipca 1942 do 9 kwietnia 1945 roku pełnił służbę jako strażnik w Wiener-Neudorf i Ebensee, podobozach KL Mauthausen. Zamordował jednego z więźniów podczas próby ucieczki.
Josef Mayer został skazany w procesie załogi Mauthausen-Gusen (US vs. Johann Altfuldisch i inni) przez amerykański Trybunał Wojskowy w Dachau na dożywotnie pozbawienie wolności.